# Vesperæ solennes de Dominica (Mozart)
Les Vesperæ solennes de Dominica (en latin, vêpres solennelles du Dimanche) en do majeur, KV. 321, est une œuvre religieuse pour voix solistes (soprano, contralto, ténor, basse), chœur mixte, orchestre et orgue composé par Wolfgang Amadeus Mozart en 1779. Elles ont été écrites à Salzbourg à la demande de l'archevêque Colloredo.

## Structure
L'œuvre comporte six mouvements:
1. Dixit Dominus, Allegro vivace, en do majeur, à , 91 mesures
2. Confitebor, Allegro, en mi mineur, à 
, 216 mesures
3. Beatus vir, Allegro, en si bémol majeur, à , 104 mesures
4. Laudate pueri, en fa majeur, à , 90 mesures
5. Laudate Dominum, Allegro, en la majeur, à 
, 140 mesures
6. Magnificat, Adagio maestoso ➜ Allegro, en do majeur, à , 99 mesures